# Муйо Байрович
Муйо Байрович (серб. Mujo Bajrović; Югославія) — сербський боксер, що виступав за збірну Соціалістичної Федеративної Республіки Югославія, призер чемпіонатів Європи серед аматорів.

## Спортивна кар'єра
На чемпіонаті Європи 1989 Муйо Байрович переміг Джо Лоу (Ірландія) та Роберто Велін (Швеція), а у півфіналі програв нокаутом Зігфріду Менерту (НДР) і отримав бронзову медаль.
На чемпіонаті світу 1989 програв в другому бою Франциску Ваштаг (Угорщина).
На Іграх доброї волі 1990 програв в першому бою Раулю Маркесу (США).
На чемпіонаті Європи 1991 здобув дві перемоги, а у півфіналі програв Роберто Велін і отримав другу бронзову медаль.
На чемпіонаті світу 1991 програв в першому бою Біллі Волшу (Ірландія).
Не брав участі в Олімпійських іграх 1992 через накладені на Югославію міжнародні санкції.
1994 року провів один бій на професійному рингу.